# Schloss Trakošćan

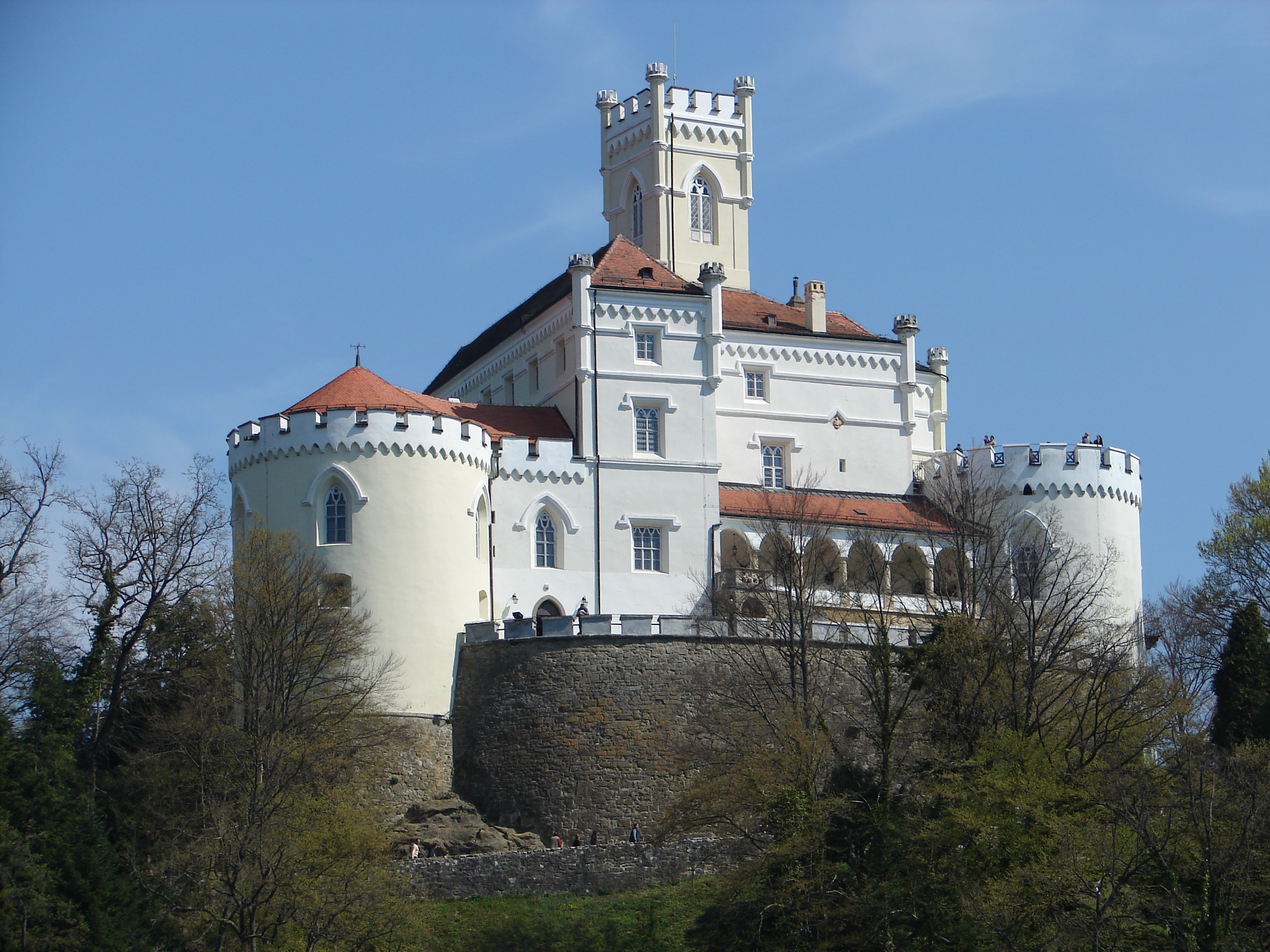
Schloss Trakošćan

Das Schloss Trakošćan befindet sich auf dem Gebiet der Gemeinde Bednja in der Gespanschaft Varaždin im äußersten Norden Kroatiens, nahe der slowenischen Grenze. Es ist mit 40.000 Besuchern jährlich eines der meistbesuchten Schlösser des Landes.

## Geschichte
Trakošćan wurde im 13. Jahrhundert erbaut.
Vom Jahr 1584, als Maximilian II. Juraj Drašković von Trakošćan das Gut schenkte, bis zur Enteignung nach der kommunistischen Machtergreifung war das Schloss im Besitz der Adelsfamilie Drašković.
Sein heutiges Aussehen erhielt das Schloss im 19. Jahrhundert.

## Tourismus
Heute ist das Schloss Trakošćan in staatlichem Besitz und dient vor allem als Museum und Ausflugsziel. Am Fuß des Schlosses befinden sich ein See und ein Park. Der See wurde im Mittelalter künstlich angelegt und hat noch bis heute Bestand. Er ist reich an Fischen und anderen Wassertieren. So wurde der See auch zum Treffpunkt der Angler aus näherer, aber auch ferner Region. Als Attraktion gibt es einen Tretbootverleih und eine schwimmende Imbissinsel. Um den See ist auch ein Weg angelegt, der in ca. 2–3 Stunden erwandert werden kann. Aktuell (Stand August 2022) ist der See für notwendige Vertiefungsarbeiten trockengelegt, doch stocken diese wegen der Kosten.

## Sonstiges
- Das Schloss diente als Filmkulisse für die Außenaufnahmen im Fernseh-Horrorfilm Dracula von 1973

## Fotos

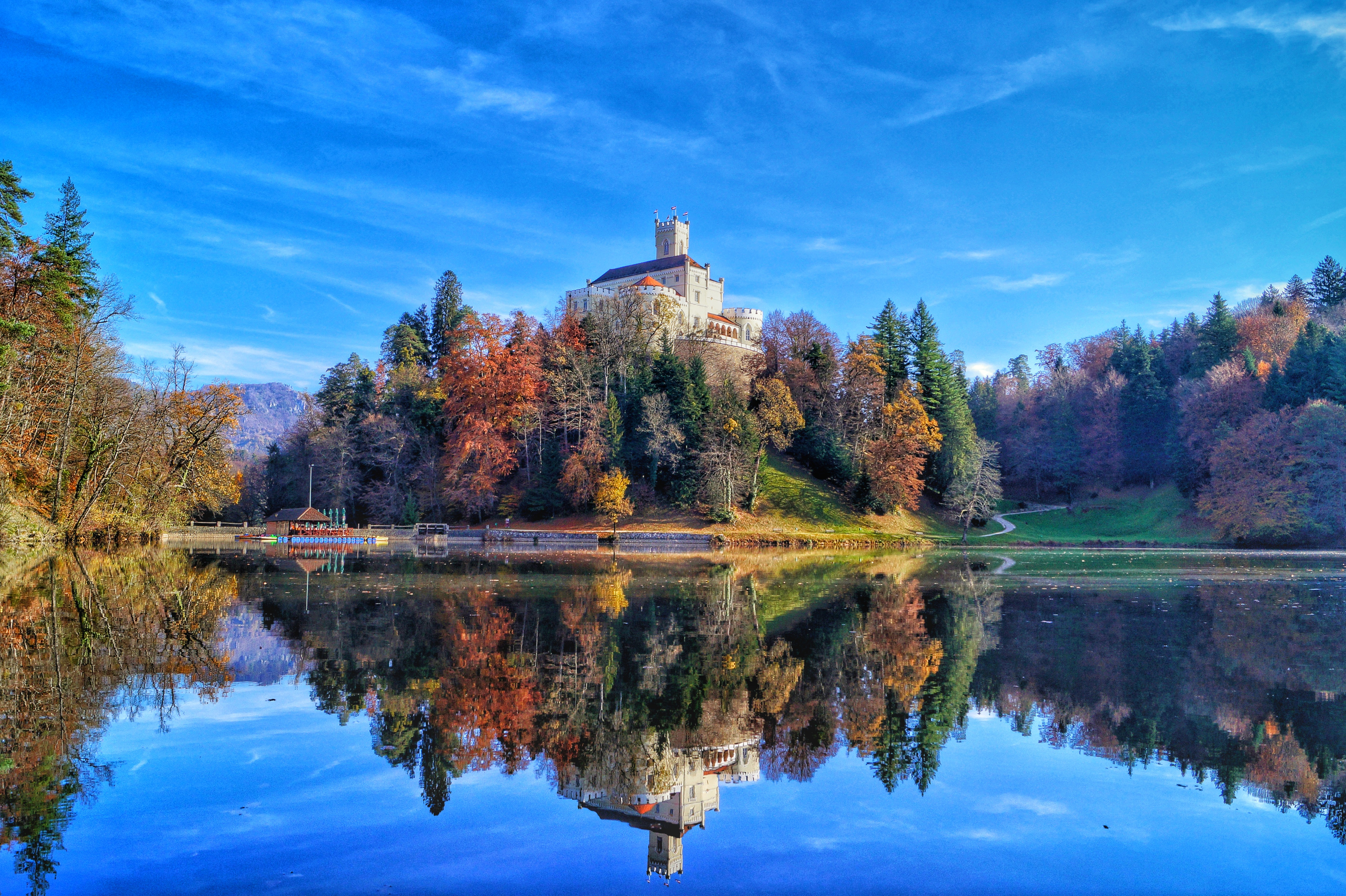
Schloss mit dem See
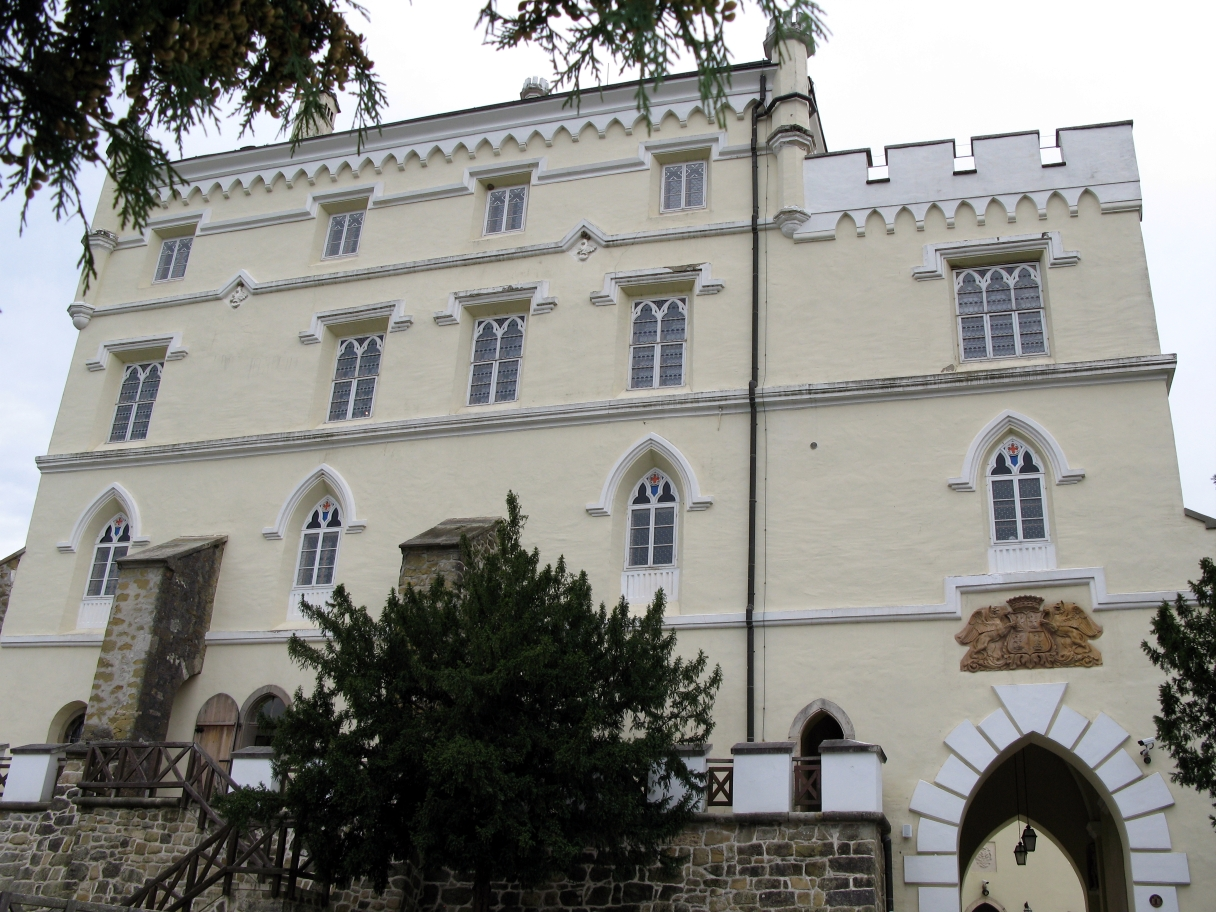
Blick vom Hofraum
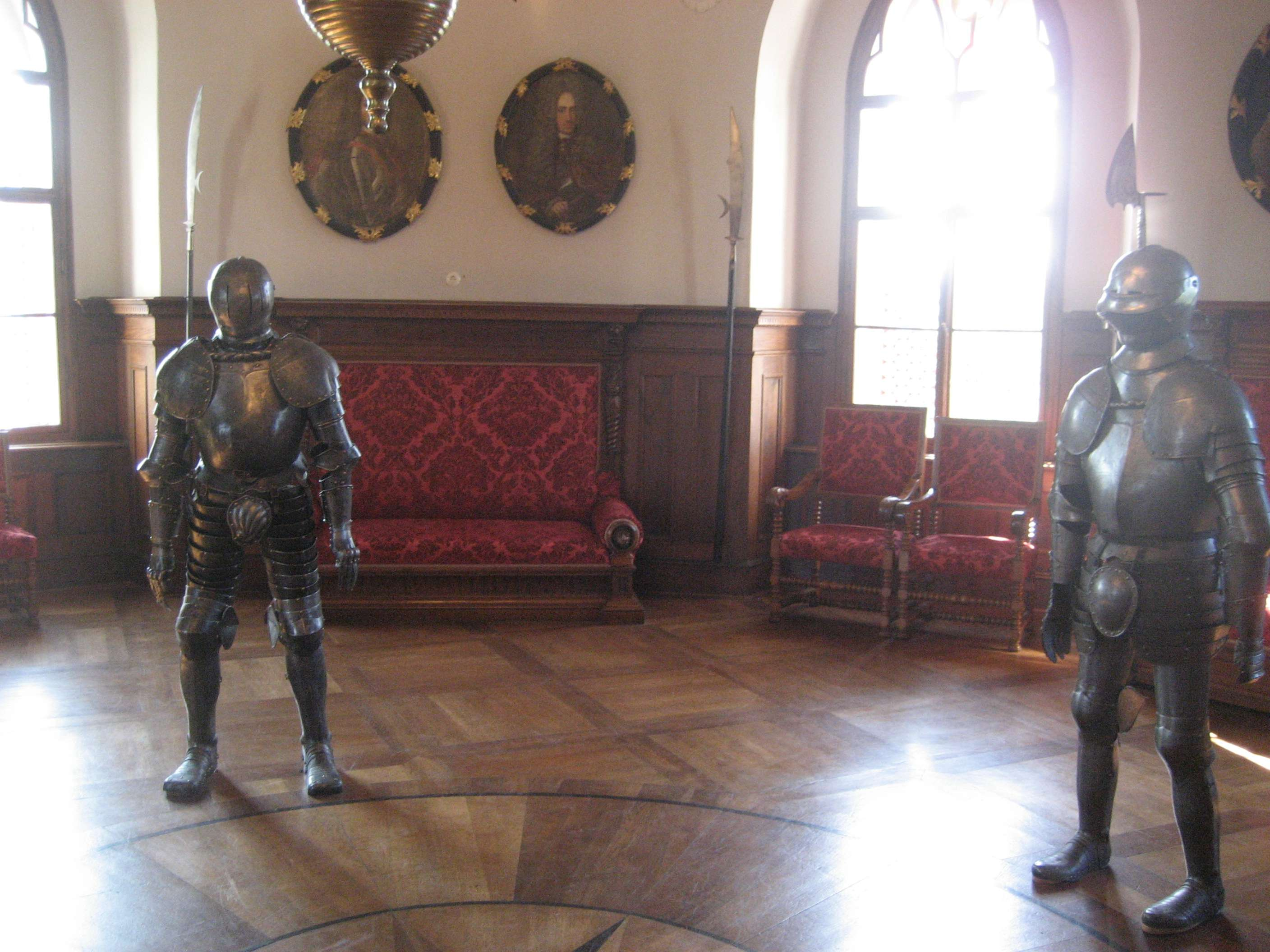
Ritterrüstungen
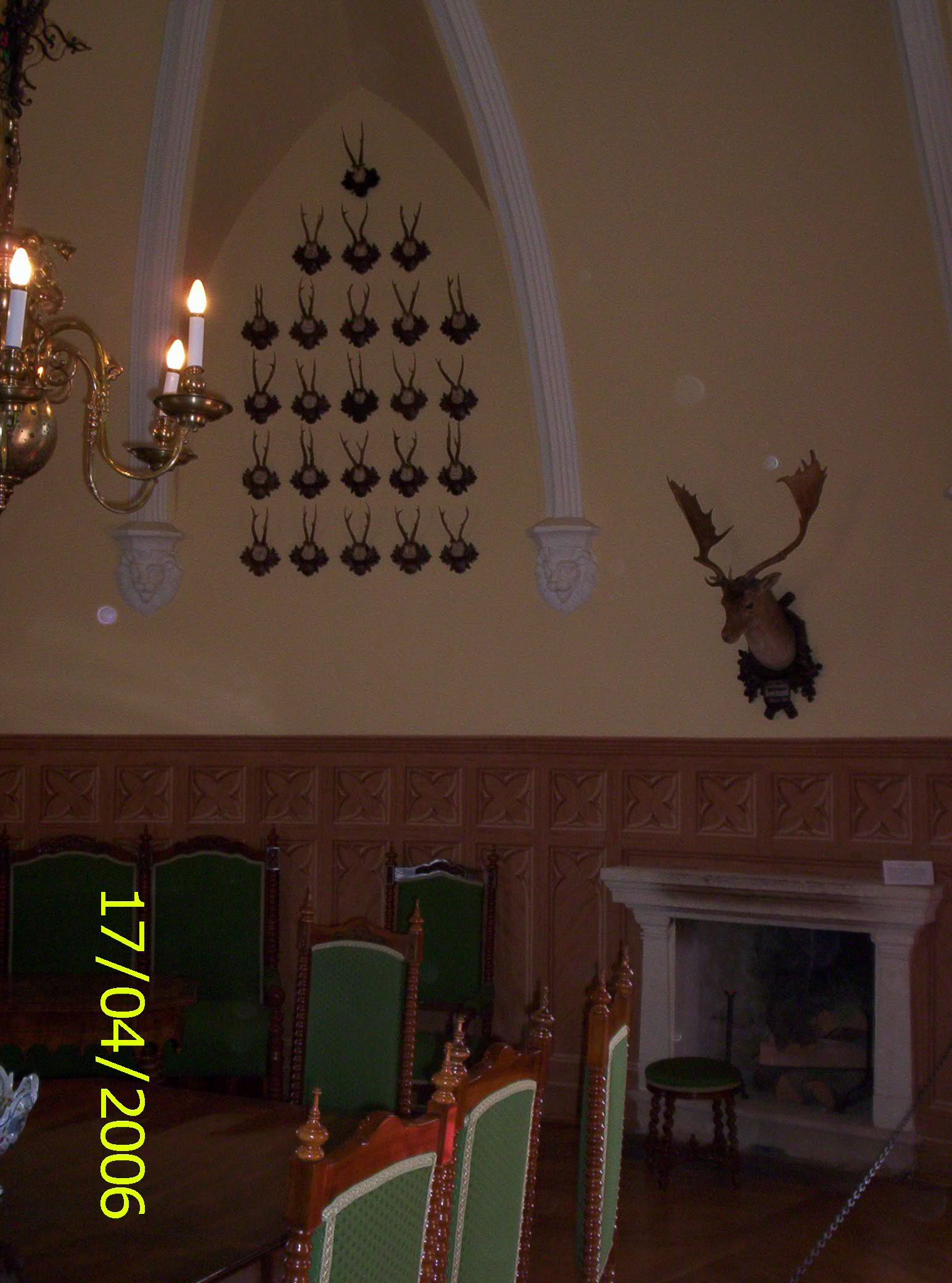
Jagdsaal
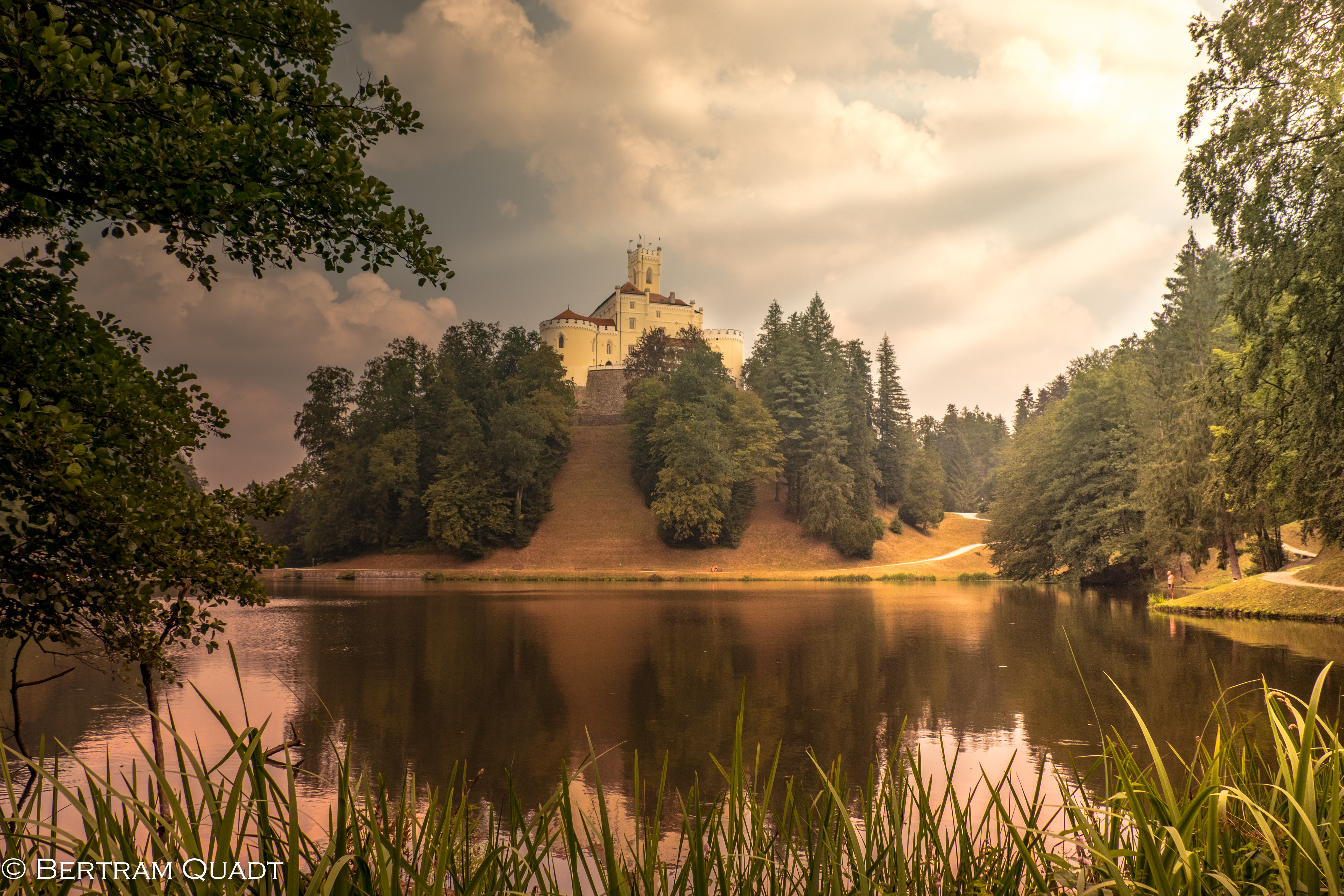
Schloss, Seeseite